# Radio Eska Łódź
Radio ESKA Łódź – rozgłośnia radiowa nadająca w Łodzi na częstotliwości 90,1 MHz.  Niegdyś działała jako Radio Manhattan. W 2000 roku przystąpiła do sieci Radia Eska, zmieniając swój dotychczasowy charakter.
Od czasu przystąpienia do sieci Radio Eska, zaczęto starania o zmianę formatu stacji na wybitnie muzyczny i bardziej młodzieżowy. Jeszcze przez kilka lat ta stacja miała własną samodzielność programową i zatrudniała kilkunastu DJ-ów.
Od 2000 roku, przez 11 lat, nadajnik Radia Eska zamontowany był na dachu wieżowca na rogu alei Piłsudskiego i ulicy Sienkiewicza. 7 maja 2011, ESKA Łódź zamieniła się częstotliwościami z łódzką rozgłośnią Radia WAWA (obecnie Eska2), także należącą do Grupy Radiowej Time. ESKA Łódź przeszła z częstotliwości 99,8 MHz z mocą nadajnika 0,6 na częstotliwość 90,1 MHz z mocą 2 kW. Zmiana ta wiązała się również z nową lokalizacją anten nadawczych, które znajdują się teraz na szczycie ponad 200-metrowego komina na terenie elektrociepłowni EC4.

## Słuchalność
Według badania Radio Track (wykonane przez Millward Brown SMG/KRC) udział Radia Eska Łódź pod względem słuchania w okresie grudzień-maj 2021/2022 w grupie wiekowej 15-75 lat wyniósł 12,5 proc., co dało tej stacji pozycję wicelidera w rankingu rynku radiowego w Łodzi.